# Quan điểm của tôn giáo về thủ dâm
Giữa các tôn giáo trên thế giới, quan điểm về thủ dâm rất khác nhau. Một số tôn giáo xem nó như một thực hành bất lợi về mặt tinh thần, một số xem nó không gây bất lợi về mặt tinh thần và những người khác lại xem nó tùy theo tình huống. Trong số những tôn giáo thứ hai này, một số người coi thủ dâm là được phép nếu được sử dụng như một phương tiện để tự kiểm soát tình dục, hoặc như một phần của việc khám phá bản thân lành mạnh, nhưng không cho phép nếu nó được thực hiện với động cơ sai trái hoặc như một chứng nghiện.
Theo Björn Krondorfer, "Tình dục tự động khiêu dâm trở thành một thực thể riêng biệt giữa các tội lỗi tình dục chỉ khi cái tôi tự chủ xuất hiện."  Ông tiếp tục trích dẫn Laqueur, "Chỉ sau cuộc cách mạng Freud... một sự thay đổi văn hóa đã xảy ra. Thủ dâm bây giờ được coi là một hoạt động thú vị của người lớn, không còn là bệnh lý. 'Bắt đầu từ những năm 1950, tiếp thêm năng lượng với nữ quyền của những năm 1960 và đầu những năm 1970, với các cuộc chiến tranh giới tính sau đó, và với phong trào đồng tính trên toàn thế giới trong một phần tư thế kỷ qua, nó sẽ trở thành một đấu trường của chính trị tình dục và nghệ thuật trên nhiều phạm vi xã hội... Do sự thay đổi văn hóa trên phạm vi rộng này, thậm chí có thể đánh giá lại về mặt thần học về việc thủ dâm như một hành vi tình dục tích cực - tuy nhiên, phải thừa nhận là rất hiếm. " 
Một bài báo năm 2016 của Psychology Today cho biết rằng những người càng sùng đạo thì họ càng có xu hướng hạn chế tưởng tượng tình dục của mình, có ít bạn tình hơn, ít sử dụng nội dung khiêu dâm hơn và bày tỏ sự phản đối mạnh mẽ hơn đối với việc sử dụng đồ chơi tình dục.